# Кантон Кобани
Кантон Кобани је један од три кантона Рожаве (Западног Курдистана). Проглашен је 27. јануара 2014. Административни центар кантона је град Кобани, а премијер кантона је Енвер Муслим. Законодавна скупштина кантона је поставила председника, два заменика и 22 министра који управљају кантоном. Кантон Кобани има око 400.000 становника, претежно Курда.
Кантон се налази на северу Сирије, уз границу са Турском. Стратешки положај кантона је изузетно неповољан, с обзиром на његову локацију између Турске и такозване Исламске Државе, а такође и на његову удаљеност од Кантона Џезира (главног курдског подручја у Сирији), као и удаљеност од Ирачког Курдистана.
Кантон Кобани је неколико месеци био изложен нападима такозване Исламске Државе. У септембру 2014. године, Исламска Држава је окупирала већи део кантона, заузевши преко 100 курдских села, услед чега је око 130.000 курдских избеглица са овог подручја побегло у Турску. У окупираним селима, припадници Исламске Државе су починили масакре и киднаповали жене. У почетном делу своје офанзиве, исламски милитанти нису успели да заузму цео кантон, јер су курдски борци задржали контролу над самим градом Кобани. У настављеној офанзиви, исламисти су ушли у град Кобани, чиме су отпочеле уличне борбе за овај град. Укупан број курдских избеглица који су из Кантона Кобани побегли у Турску се процењује на око 180.000. Уличне борбе за град између Курда и исламиста трајале су све до јануара 2015. када су локални Курди, уз помоћ америчке авијације и бораца ирачких Курда и сиријске опозиције однели победу и ослободили Кобани. 